# Abdominea minimiflora
 Abdominea minimiflora és l'única espècie del gènere Abdominea d'orquídies de la subtribu Sarcanthinae. Aquestes orquídies són monopòdiques, i se n'extreu una essència per a perfums.

## Descripció
Tenen unes flors molt menudes de 0,45 cm d'amplada disposades en un raïm. Les inflorescències s'obren una sola vegada a l'any.
Són plantes litòfites o epífites.

## Distribució
Tailàndia, Península Malaia, Java i les Filipines. Prefereixen l'ombra.

## Taxonomia
Abdominea: nom del gènere que deriva del llatí: "Abdomen" per la similitud del seu label a l'abdomen d'un insecte.
minimiflora: és l'epítet específic llatí que significa "flor molt petita".

## Sinònims
- Abdominea micrantha J. J. Sm. (1914)
- Gastrochilus minimiflorus (Hook.f.) Kuntze (1891)
- Saccolabium minimiflorum Hook. f. (1890)
- Schoenorchis minimiflora (Hook.f.) Ames (1915)
- Schoenorchis philippinensis Ames (1915)[2][3][4]